# Familieidyl fra jysk provinsby
|  | Denne artikel er oprettet af botten Steenthbot ud fra en ekstern database. Den kan derfor have sproglige fejl eller mangler. Denne skabelon kan fjernes efter kontrol af indholdet. |

Familieidyl fra jysk provinsby er en dansk dokumentarisk optagelse fra 1924.

## Handling
Optagelser af et ældre par i et byhus i Viborg. Kaffen serveres i haven i Madam Blå. Manden læser Viborg Stiftstidende og tager en lur med lommetørklædet over ansigtet. De yngre generationer er på vej til komsammen hos 'de gamle'. Hele familien mødes i haven.